# 陳可薦
陳可薦（?—?），號濯寰，山東青州府樂安縣人。萬曆癸巳（1593年）五月二十八日生。

## 生平
萬曆四十六年（1618年）戊午科山東鄉試第二十二名舉人，四十七年（1619年）己未科三甲一百二十九名進士，户部觀政，授臨淮知縣，邑當江淮繁剧，以廉幹稱。時护陵中貴人挟中使威，不以礼遇郡邑，公弗爲屈，未幾鎸秩歸。崇祯六年（1633年）再起长子县知县，同考山西，多惠政，擢户部主事，卒于京邸，祀鄉賢。

## 家族
曾祖陈如在。祖父陈延时。父陈書，寿官。